# Calamagrostis tibetica
Calamagrostis tibetica är en gräsart som först beskrevs av Norman Loftus Bor, och fick sitt nu gällande namn av Nikolai Nikolaievich Tzvelev. Calamagrostis tibetica ingår i släktet rör, och familjen gräs.
Artens utbredningsområde är Tibet. Inga underarter finns listade i Catalogue of Life.